# قوانين كبلر للحركة الكوكبية

ملخص تصويري لقوانين كبلر الثلاثة.

قوانين كبلر للحركة الكوكبية هي قوانين أثبت من خلالها العالم الفلكي يوهان كبلر في 1609 أن النظام الذي وضعه كوبرنيكس عن مركزية الشمس هو الوحيد الذي يعكس الحقيقة بدقة.
وعن طريق عمليات حسابية معقدة ومتعددة، وضع كبلر القوانين الثلاثة الهامة فيما يتعلق بحركة الكواكب.
وهذه القوانين هي:
1. تدور الكواكب حول الشمس بحركة ليست دائرية ولكن في قطع ناقص تحتل الشمس إحدى بؤرتيه. والقطع الناقص هو الشكل الذي نحصل عليه إذا قطعنا جسماً اسطوانياً بمنشار مائل.
2. تختلف سرعة الكوكب في دورانه حول الشمس تبعاً لبعده عنها، فإذا كان قريباً، فإنه يدور بسرعة أكبر، وكلما زاد بعده كلما قلت سرعته في الدوران، حيث تتساوى مساحة المثلثين المشكلين فيما بين الشمس وقوس المسافات المغطاة من كوكبين في نفس الوقت.
3. مربع الفترة المدارية لكوكب يتناسب مع مكعب نصف المحور الرئيسي لمداره.

تجدر الإشارة هنا إلى أن قوانين كبلر مشروعة فقط في حالة جسم عديم الكتلة ووحيد (أي لا يتأثر بجاذبية الكواكب الأخرى) يدور حول الشمس. فيزيائياً من المحال تحقيق هذا الشرط ومع ذلك فإن قوانين كبلر لا تزال ذات أهمية كبرى في تقريب الحسابات.
بعد قرن تقريباً بيّن نيوتن أن قوانين كبلر هي نتاج طبيعي لقانونه (التربيع العكسي) في الجاذبية ضمن الشروط الحدّية التي أشير إليها سابقاً. كذلك عمل نيوتن على توسيع قوانين كبلر بطرق مختلفة منها السماح بحساب المدارات حول أجرام سماوية أخرى. كان قد أوضح أيضاً الأسباب التي جعلت من النظام الشمسي نموذجاً أقرب ما يكون إلى القانون المثالي ليستعملها كبلر في قوانينه.
يستغرق الكوكب عطارد مثلاً 88 يوماً والأرض 365 في مدارهما مرة واحدة حول الشمس، وإذا ضرب كلا الرقمين بنفسه للحصول على مربعهما نحصل على 7744 وبالتالي 133225. ويبلغ الرقم الثاني حوالي 17 أضعاف للأول. ولننتقل الآن إلى نسبة بعدهما عن الشمس. فبُعد عطارد في المتوسط حوالي 36 مليون ميل عن الشمس أما الأرض فتبعد حوالي 93 مليون ميل في المتوسط. وإذا ما ضربنا الأرقام بنفسهما مرتين للحصول على القيمة التكعيبية لهما نحصل على 46656 و804357. وهنا نجد أن النسبة بين هذين الرقمين قريبة جداً من النسبة الأولى أي 17:1.

## القانون الأول

شكل 2: قانون كبلر واضعاً الشمس في بؤرة مدار القطع الناقص.

«مدار كل كوكب عبارة عن قطع ناقص تقع الشمس في إحدى بؤرتيه.»
يمثل القطع الناقص نموذجاً معيناً من الأشكال الهندسية التي تنتج عن دائرة مطالة، كما في الشكل، يلاحظ أن الشمس وإن كانت لا تقع في المركز فهي واقعة على أحد البؤرتين، البؤرة الأخرى تم رسمها بنقطة خفيفة ولا تأثير فيزيائي لها في حقيقة الأمر.
إن مقدار إطالة ذلك القطع الناقص أو الإهليج مقارنة بالدائرة المثالية يعرف بشذوذه; وهو معامل يتغير من 0 في حالة الدائرة إلى 1 في حالة تم شدّ الدائرة من طرفين إلى أن أصبحت خطاً مستقيماً.
كان كبلر قد عرف أن مقدار الشذوذ في الزهرة 0.007 وعطارد 0.2.

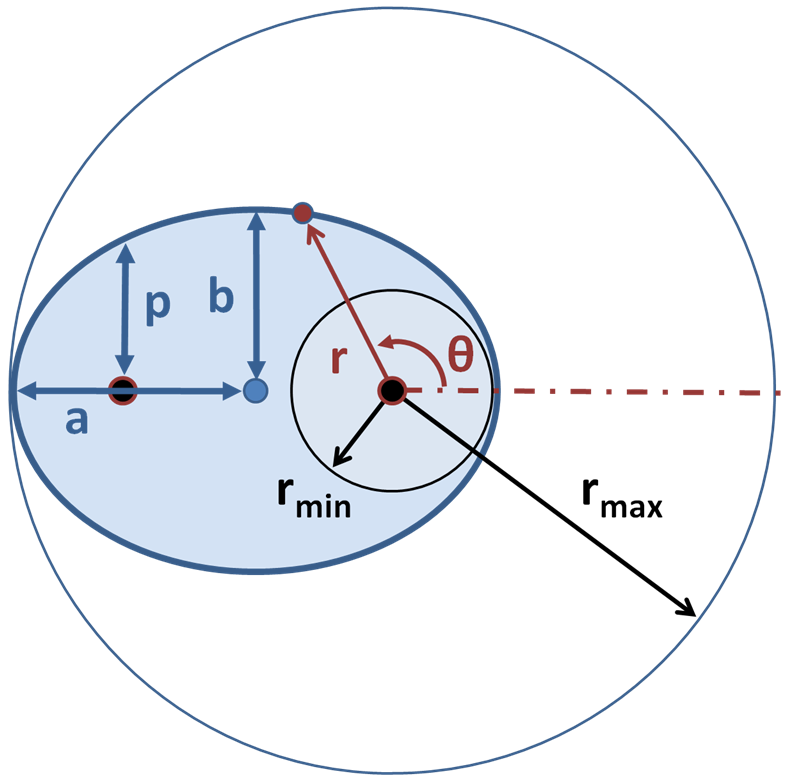
شكل 4: نظام إحداثيات مركزية الشمس (r, θ) لقطع ناقص. من المعطيات أيضا: نصف المحور الأكبر a، نصف المحور الأصغر b ونصف الوتر العمودي البؤري p; مركز القطع الناقص وبؤرتيه تم تعليمها بنقاط كبيرة. عند θ = 0°, r = r_{min} وعند θ = 180°, r = r_{max}.

بالرموز، يمكن تمثيل القطع الناقص في الإحداثيات القطبية بالصورة:
{\displaystyle r={\frac {p}{1+\varepsilon \,\cos \theta }},}
حيث (r, θ) هي الإحداثي القطبي (من البؤرة) للقطع الناقص، p نصف الوتر العمودي البؤري (Semilatus Rectum)، وε التخالف المركزي للقطع الناقص.
بالنسبة لكوكب يدور حول الشمس، تعتبر r هي المسافة من الشمس إلى الكوكب وθ هي الزاوية ورأسها عند الشمس نسبة للموقع الأقرب من الكوكب إلى الشمس.
عند θ = 0°، الحضيض، تكون المسافة في أدنى قيمة لها.
{\displaystyle r_{\mathrm {min} }={\frac {p}{1+\varepsilon }}.}
عند θ == 90° وعند θ == 270° تكون المسافة {\displaystyle \,p.}
عند θ = 180°، القبا، تكون المسافة أبعد مايمكن.
{\displaystyle r_{\mathrm {max} }={\frac {p}{1-\varepsilon }}.}
نصف المحور الأكبر a هو المتوسط الحسابي بين rmin وrmax:
{\displaystyle \,r_{\max }-a=a-r_{\min }}
وبالتالي
{\displaystyle a={\frac {p}{1-\varepsilon ^{2}}}.}
نصف المحور الأصغر b والمتوسط الهندسي بين rmin وrmax:
{\displaystyle {\frac {r_{\max }}{b}}={\frac {b}{r_{\min }}}}
وبالتالي
{\displaystyle b={\frac {p}{\sqrt {1-\varepsilon ^{2}}}}.}
نصف الوتر العمودي البؤري p هو المتوسط التوافقي بين rmin وrmax:
{\displaystyle {\frac {1}{r_{\min }}}-{\frac {1}{p}}={\frac {1}{p}}-{\frac {1}{r_{\max }}}.}
الاختلاف المركزي ε هي معامل التباين بين rmin وrmax:
{\displaystyle \varepsilon ={\frac {r_{\mathrm {max} }-r_{\mathrm {min} }}{r_{\mathrm {max} }+r_{\mathrm {min} }}}.}
مساحة القطع الناقص هي
{\displaystyle A=\pi ab\,.}
الحالة الخاصة للدائرة ε == 0, ينتج عنها r = p = rmin = rmax = a = b وA == π r2.

## القانون الثاني

شكل 3: توضيح قانون كبلر الثاني: يتحرك الكوكب أسرع بالقرب من الشمس، بحيث تكون المساحة المغطاة نفسها خلال زمن ما كتلك للمسافات الطويلة، حيث يتحرك الكوكب ببطء. السهم الأخضر يوضح سرعة الكوكب، والوردي يوضح القوة المبذولة على الكوكب.

«الخط الواصل بين كوكب والشمس يقطع مساحات متساوية خلال أزمنة متساوية.»
لفهم القانون الثاني، يمكننا تخيل كوكب يستغرق يوماً للانتقال من نقطة معينة إلى نقطة أخرى وليكن من A إلى نقطة B، الخطوط من الشمس إلى النقاط A وB، تشكل مع مدار الكوكب مساحة مثلثية. نفس المساحة سيتم تغطيتها كل يوم بغض النظر عن موقع الكوكب على المسار الإهليلجي، لما كان القانون الأول ينص على أن الكوكب يتبع مسار قطع ناقص، فمن المنطقي أن يكون الكوكب على مسافات مختلفة من الشمس عند مناطق مختلفة في ذلك المدار، لذلك يلزم على الكوكب أن يتحرك على نحو أسرع كلما اقترب من الشمس حتى يقطع نفس المساحة التي قطعها في المناطق الأخرى الأبعد عن الشمس بشكل متساوي.
قانون كبلر الثاني يكافئ الحقيقة القائلة بأن القوة العمودية على نصف القطر هي صفر. تتناسب السرعة المساحية مع كمية التحرك الزاوي، ولنفس السبب يمكن اعتبار قانون كبلر الثاني أيضاً نصاً غير مباشر لمبدأ حفظ الزخم الزاوي.
رياضياتياً:
{\displaystyle {\frac {d}{dt}}\left({\frac {1}{2}}r^{2}{\dot {\theta }}\right)=0,}
حيث {\displaystyle {\tfrac {1}{2}}r^{2}{\dot {\theta }}} هي «السرعة المساحية».
يعرف هذا القانون أيضاً بقانون المساحات المتساوية. كما يمكن تطبيقه على مقذوفات القطع المكافئ والقطع الزائد.

## القانون الثالث
مربع الفترة المدارية لكوكب يتناسب مع مكعب نصف المحور الرئيسي لمداره.".
بصورة رياضية:
{\displaystyle T^{2}\propto a^{3}}
حيث T هو الفترة المدارية وa هو نصف المحور الرئيسي من هنا التعبير {\displaystyle {\frac {T^{2}}{a^{3}}}} متساوية لكل كوكب يدور في المجموعة الشمسية حيث يقاس T بالسنوات الارضية وa بالوحدات الفلكية، قيمة هذا التعبير هي 1 لكل كوكب يدور في المجموعة الشمسية.
في حركة دائرية التسارع الزاوي (باتجاه المركز) متناسبة مع {\displaystyle \ r\cdot \mathrm {T} ^{-2}} حيث r هونصف القطر إذا طبقنا القانون الثالث على الحركة الدائرية وهي حالة خاصة من الحركة الاهليجية من الممكن ان نستخلص ان تسارع الجسم يتناسب مع {\displaystyle \ r\cdot r^{-3}=r^{-2}}، ما يعزز قانون نيوتن للجاذبية، الذي حسبه قوة الجذب بين كل جسمين مساوية لـ {\displaystyle \ {\frac {GMm}{r^{2}}}}
المعادلة العامة المتعلقة بالنسبة المعطاة والتي لم يكن كبلر يعرفها: {\displaystyle \ T^{2}={\frac {4\pi ^{2}}{GM}}\cdot a^{3}}.
عندما نتكلم عن جسمين اثنين وكتلة احدهما لا يمكن تجاهلها امام كتلة الثاني يجب ان ناخذ بعين الاعتبار حركة الاجسام حول مركز الثقل، وليس احدهما حول الآخر كما في انظمة مثل النظام الشمسي. في هذا الوضع (كما في انظمة ثنائية النجوم)، المعادلة الكاملة هي:
{\displaystyle \left({\frac {T}{2\pi }}\right)^{2}={a^{3} \over G(M+m)}}

## اقرأ أيضا
- يوهانز كبلر
- إسحاق نيوتن
- ثابت الجاذبية
- جاذبية (فيزياء)

## المصدر
1. ↑  See also G E Smith, "Newton's Philosophiae Naturalis Principia Mathematica", especially the section Historical context... in The Stanford Encyclopedia of Philosophy (Winter 2008 Edition), Edward N. Zalta (ed.). نسخة محفوظة 13 يوليو 2017 على موقع واي باك مشين.
2. ↑  Bryant, Jeff; Pavlyk, Oleksandr.
3. ↑  Victor Guillemin؛ Shlomo Sternberg (2006). Variations on a Theme by Kepler. American Mathematical Soc. ص. 5. ISBN:978-0-8218-4184-6. مؤرشف من الأصل في 2017-07-16.
4. ↑  Wilbur Applebaum (13 يونيو 2000). Encyclopedia of the Scientific Revolution: From Copernicus to Newton. روتليدج. ص. 603. ISBN:978-1-135-58255-5. مؤرشف من الأصل في 2019-12-17.
5. ↑  MÜLLER، M (1995). "EQUATION OF TIME – PROBLEM IN ASTRONOMY". Acta Physica Polonica A. مؤرشف من الأصل في 2017-11-14. اطلع عليه بتاريخ 2013-02-23.
6. ↑  Kepler's Second Law", Wolfram Demonstrations Project. Retrieved December 27, 2009. نسخة محفوظة 11 سبتمبر 2019 على موقع واي باك مشين.